# Mannheimský dvorní orchestr
Mannheimský dvorní orchestr (německy Kurpfälzisches Kammerorchester - Komorní orchestr falckého kurfiřtství) byl pravděpodobně nejvýznamnějším hudebním tělesem 18. století. Jeho činnost totiž iniciovala vznik tzv. Mannheimské školy, jejíž tvorba dala definitivní podobu hudebnímu klasicismu. 

## Historie

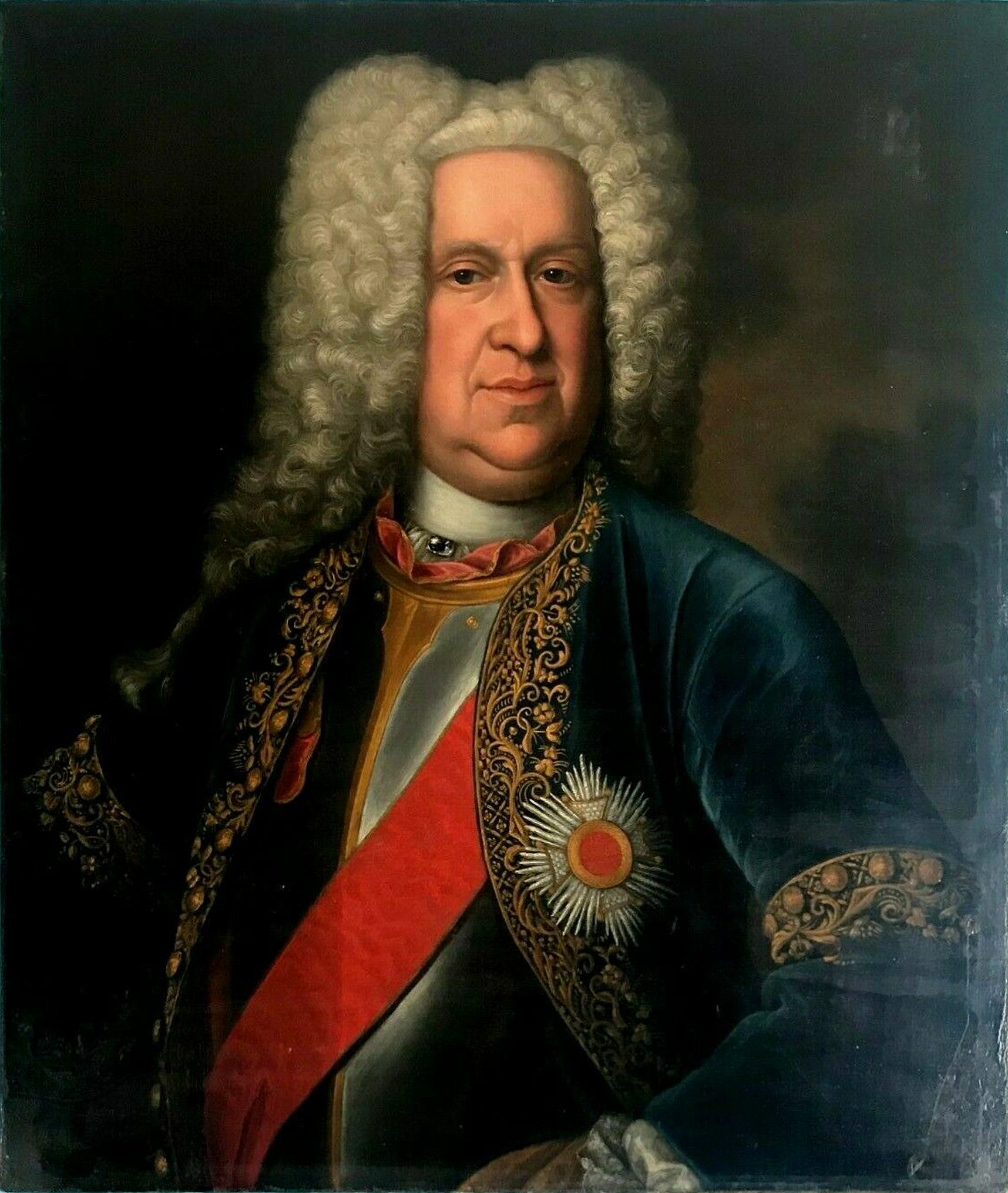
Zakladatel orchestru, kurfiřt Karel III. Filip (Jan Frans van Douven, kolem roku 1725)

Orchestr vznikl po roce 1720 z iniciativy kurfiřta Karla Filipa a svého největšího významu dosáhl za panování jeho následníka Karla Teodora příchodem koncertního mistra, významného českého skladatele Jana Václava Stamice. Členy orchestru tehdy byli vynikající hudebníci z různých zemí, především z Čech, Itálie, Francie a Německa. Nejvýznamnějšími členy byli čeští hudebníci František Xaver Richter, Antonín Fils, Jiří Čart a Stamicovi synové Karel a Antonín, Ital Carlo Giuseppe Toeschi a Němec Johann Christian Cannabich.

### Mannheimská hudební škola
Styl Mannheimské školy se vyvíjel spolu s úrovní orchestru. Mezinárodní obsazení bylo příčinou stylové konfrontace různých přístupů, mnohotvárnosti pracovních technik a vzájemného ovlivnění, což mělo výrazný vliv na vznik nových myšlenek – mění se stavba hudební skladby a celková forma se stává dramatickou. Základním přínosem byly:
- důraz na plynulou dynamiku hudební skladby
- nová formální struktura skladby (především cyklické – symfonie)
- vytváření moderní orchestrální disciplíny
- použití nových zvukových odstínů a nástrojů v orchestru.

Jan Václav Stamic jako první dokázal všechny nové prvky stmelit, dát jim pevný řád a důsledně je uplatňovat. Orchestr měl původně 46 členů, později byl rozšířen na 52 hráčů, přičemž houslová sekce měla 7 až 19 členů. Zdůraznil význam dechových nástrojů. Do orchestru zavedl horny a klarinety a tím dosáhl nového zabarvení hudby. Vznikl tak malý klasický orchestr, v jehož čele stál dirigent. Dynamickými odstíny a střídáním tónin a temp dosahoval neobyčejné plastičnosti hudby. Bohatá skladatelská činnost členů orchestru školy trvala až do konce 18. století a přesahuje ještě do století devatenáctého. Mannheimský orchestr dosáhl v dané době takové pověsti, že domovské město bylo označováno za „muzikantské Athény Němců“. Jeho činnost sice pokračovala i v období romantismu, ale přestože vychoval řadu skladatelských osobností, vlastní produkce zpovrchněla a stala se manýristickou.